# Hans Barlach
Hans Bjørn Barlach (født 5. juli 1944) er en dansk konservativ politiker, som fra 1. januar 2006 til 31. december 2013 var borgmester i Greve Kommune, hvor han efterfulgte René Milo (Venstre). Hans Barlach blev på borgmesterposten efterfulgt af Pernille Beckmann fra Venstre.
5. marts 2014 blev han Ridder af Dannebrog.

## Eksternt link
- Danske Kommuners borgmesterfakta